# Montenegro nos Jogos Olímpicos de Verão da Juventude de 2010
Montenegro participou nos Jogos Olímpicos de Verão da Juventude de 2010 em Singapura. A sua delegação foi composta por 22 atletas que competiram em cinco esportes.

## Futebol
Masculino:
| Elenco | Preliminares                       | Preliminares | Semifinais        | Disputa pelo bronze | Pos. final |
| Elenco | Grupo C                            | Pos.         | Semifinais        | Disputa pelo bronze | Pos. final |
| --- | ---------------------------------- | ------------ | ----------------- | ------------------- | ---------- |
| Jovan Baošić, Aleksandar Boljević, Jovan Čađenović, Žarko Grbović, Nikola Jovanović, Stefan Kaluđerović, Marko Kordić, Nebojša Kosović, Stefan Krivokapić, Lazar Lalošević, Lav Lopičić, Igor Marković, Stefan Nedović, Lazar Nikolić, Danilo Šarkić, Stefan Vico, Filip Vukićević, Milan Vušurović | ZIM Zimbabwe V 2-1 Cingapura D 2-3 | 2º           | BOL Bolívia D 1-3 | Cingapura D 1-4     | 4º         |

## Judô
| Evento              | Atleta       | 1ª rodada                     | 1ª rodada repescagem       | 2ª rodada repescagem                | Final repescagem B            | Disputa pelo bronze B | Pos. final |
| ------------------- | ------------ | ----------------------------- | -------------------------- | ----------------------------------- | ----------------------------- | --------------------- | ---------- |
| Até 81 kg masculino | Rijad Dedeić | TUR Batuhan Efemgil D 011-102 | SIN Chim Jie Lim V 021-000 | COD Daryl Lokuku Ngambomo V 100-000 | TUR Batuhan Efemgil D 000-020 | Não avançou           | --         |

| Evento         | Atleta                                         | 1ª rodada    | 2ª rodada              | Semifinais  | Final       | Pos. final |
| -------------- | ---------------------------------------------- | ------------ | ---------------------- | ----------- | ----------- | ---------- |
| Equipes mistas | Rijad Dedeić (como integrante da equipe Chiba) | Sem oponente | ZZX Equipe Essen D 2-5 | Não avançou | Não avançou | 8º         |

## Natação
| Evento               | Atleta            | Qualificação | Qualificação | Semifinais  | Semifinais  | Final       | Final       |
| Evento               | Atleta            | Resultado    | Posição      | Resultado   | Posição     | Resultado   | Posição     |
| -------------------- | ----------------- | ------------ | ------------ | ----------- | ----------- | ----------- | ----------- |
| 50 m peito feminino  | Katarina Đurđević | 35.21        | 18º (6º q3)  | Não avançou | Não avançou | Não avançou | Não avançou |
| 100 m peito feminino | Katarina Đurđević | 1:18.21      | 28º (5º q2)  | Não avançou | Não avançou | Não avançou | Não avançou |

## Taekwondo
| Evento              | Atleta        | 1ª rodada    | Quartas-de-final              | Semifinais  | Final       | Pos. final |
| ------------------- | ------------- | ------------ | ----------------------------- | ----------- | ----------- | ---------- |
| Até 73 kg masculino | Vilson Lajčaj | Sem oponente | RUS Aliaskhab Sirazhov D 1-10 | Não avançou | Não avançou | 7º         |

## Tênis
| Evento           | Atleta        | 1ª rodada                                    | Torneio de consolação    | Torneio de consolação    | Torneio de consolação | Torneio de consolação | Pos. final |
| Evento           | Atleta        | 1ª rodada                                    | 1ª rodada                | Quartas-de-final         | Semifinais            | Final                 | Pos. final |
| Evento           | Atleta        | Oponente Resultado                           | Oponente Resultado       | Oponente Resultado       | Oponente Resultado    | Oponente Resultado    | Pos. final |
| ---------------- | ------------- | -------------------------------------------- | ------------------------ | ------------------------ | --------------------- | --------------------- | ---------- |
| Simples feminino | Mia Radulović | MAD Zarah Razafimahatratra D 0-2 (0-6 e 2-6) | UKR Sofiya Kovalets V WO | CAN Marianne Jodoin D WO | Não avançou           | Não avançou           | --         |

| Evento           | Atleta                               | 1ª rodada                                                 | Quartas-de-final   | Semifinais         | Final              | Pos. final |
| Evento           | Atleta                               | Oponente Resultado                                        | Oponente Resultado | Oponente Resultado | Oponente Resultado | Pos. final |
| ---------------- | ------------------------------------ | --------------------------------------------------------- | ------------------ | ------------------ | ------------------ | ---------- |
| Duplas femininas | Mia Radulović e CZE Denisa Allertová | ROU Cristina Dinu/ TUN Ons Jabeur D 1-2 (5-7, 6-3 e 1-10) | Não avançou        | Não avançou        | Não avançou        | --         |